# بيت عفا
بيت عَفَّا هي قرية فلسطينية كانت تقع على بعد 29 كم شمال شرقيّ غزة  و5 كم شمال غربيّ الفالوجة و2 كم شمال طريق الفالوجة-المجدل.

## التسمية
«عفا» هي كلمة سريانية تعني الإزهار والفحاح، وتعني أيضًا بشكل متناقض الدفن والقبر، ممّا يجعل لاسم القرية معنيان وهما بيت الزهر أو بيت الدفن. رُجّح المعنى الثاني لسبب تسمية القرية وذلك لوجود مقام أثريّ على أرض القرية والّذي يُنسب إلى النبي صالح.

## بيت عفّا قبل عام 1948
ربطت القرية طرق فرعية بطريقين عامين، أحدهما شماليّ والآخر جنوبيّ ويُفضي إلى بلدة المجدل على الطريق العام الساحليّ.
دفعت القرية الضرائب على عدد من الغلال كالقمح والشعير والفاكهة بالإضافة إلى تربية الماعز وخلايا النحل وكروم العنب.
كانت قرية بيت عفّا متوسطة الحجم في أواخر القرن التاسع عشر، وكانت مطوّبة بالطوب، جميع سكانها كانوا عرب مسلمين وكان فيها مقام لرجل آمن سكّانها أنّه للنبي صالح.
اعتمدت القرية على قرية الفالوجة المجاورة، وهي قرية كبيرة إلى جنوب شرقها، حيث حصلت منها على الخدمات التجارية والتربوية وكان سكانها من عمّال الزراعة البعليّة في مجالات الحبوب والعنب.
ربّى بعض السكان المواشي ورعوها في الأراضي والمراعي الموجودة بين بيت عفّا وقرية كوكبا إلى جنوب غربها.

## السكان
قُدّر عدد سكانها عام 1596 ب143 نسمة وفي عام 1922 بـ422 نسمة ليرتفع لاحقًا ويصل إلى 812 نسمة عام 1948 وُزّعوا على ما مقداره 184 بيتًا. قُدّر تعداد اللاجئين في عام 1998 ب5 آلاف لاجئ. جميعهم من العرب المسلمين.

## الموقع
تقع قرية بيت عفّا بين قريتيّ عبدس وعراق سويدان، وتبعد عن كلّ منهما نحو 1 كم. موقعها كان يُعتبر أقلّ أهمية من مواقع قرى الخطّ الرئيسيّ كالفالوجة وعراق السويدان.
ارتفعت القرية نحو 75 عن سطح البحر، وبُنيت فوق جزءٍ من تلّ صغير من رمال كلسيّة عائدة لتكوّنات الكركار الرباعيّة بشكل مشابه للأرض الّتي بُنيت فوقها قرية عراق السويدان. كما وأحاطت القرية آثار قديمة.
من الآثار القديمة الّتي كانت في القرية محلّة قديمة ومقام وقطع معماريّة وأنقاض في وهدي الرانة. كما ووقعهن خربة مامين على أراضي القرية والّتي كانت تحتوي على بقايا جدران من الدبش وبئر وأعمدة.

## أراضي بيت عفّا
بلغت مساحة أراضي بيت عفّا نحو 5808 دونمًا، منها 14 دونمًا مزروعة بالبساتين، و5657 دونمًا مزروعة بالحبوب، و26 دونمًا مبنيّة. 5671 دونمًا صالحة للزراعة و111 دونمًا بور.

## احتلال بيت عفا وتطهيرها عرقيًّا
بحسب مصادر عربيّة مصريّة احتلت قوات إسرائيلية في «عملية باراك» الّتي نفذتها الكتيبة الثانية لجفعاتي القرية بتاريخ 11 كانون الثاني عام 1948. دُمّرت القرية بالكامل وطُهّرت عرقيًا بالكامل أيضًا.
تتضارب الروايات بشأن احتلال القرية، ذُكر في تقرير صحيفة فلسطين أن وحدة المليشيات الصهيونيّة دخلت إلى بيت عفّا في منتصف ليل 27 من كانون الثاني عام 1948 وحاولت زرع الألغام في بعض المنازل البعيدة، إلّا أنّ حرس القرية تنبّهوا لهم ممّا أدى إلى اشتباك دام ساعتين ممّا دفع المهاجمين الصهاينة إلى التراجع إلى مستعمرة نيغبا. وتقول رواية المؤرخ الإسرائيليّ بيني موريس أنّها احتلّت في 14-15 تمّوز 1948 ما بين الهدنة الأولى والهدنة الثانية. ويذكر كتاب «تاريخ حرب الاستقلال» أنّ القرية كانت محتلّة قبل تاريخ 9 تمّوز 1948 وكانت تسيطر عليها فصيلة من الكتيبة الثانية في لواء جفعاتي.

## القرية اليوم
دُمّرت القرية بالكامل وبقي منها أشجار الجمّيز والخرّوب ونبات الصبّار، سيطر المستوطنون على أراضيها المجاورة ويزرعونها بالفاكهة عامةً والحمضيّات خاصّة بحيث تُروى من قنوات ممتدّة من نهر الأردن.
عام 1953 - أقيمت مستعمرة «ياد ناتان» على أرض قرية عراق السويدان شمال غربيّ بيت عفّا.